# ホセ・マヌエル・ルエダ・サンペドロ
ホセ・マヌエル・ルエダ・サンペドロ（José Manuel Rueda Sampedro、1988年1月30日 - ）は、スペイン・リナーレス出身のサッカー選手。ポジションはミッドフィールダー。

## 来歴
2007年にFCバルセロナB(当時)に昇格を果たす。当初は目立たない存在で出場機会も限られていたが、サイドハーフからボランチまでこなせるユーティリティー性に注目され少しずつ出場機会を増やし、2007-2008シーズン末の2008年5月17日の対レアル・ムルシア戦にて途中出場ながらもトップチームデビューを飾っている。トップチームの出場はこの1試合のみに終わり、2010年にキプロスのオモニア・ニコシアへ移籍。2011年夏にスペインに戻り、セグンダ・ディビシオンのヘレスCDへ移籍した。

## 所属クラブ
- FCバルセロナB・アトレティック 2007-2010
- FCバルセロナ 2008
- オモニア・ニコシア 2010-2011
- ヘレスCD 2011-2013
- SDポンフェラディーナ 2013-2015
- マグリブ・テトゥアニ 2016-